# Cloruro di cesio
Il cloruro di cesio è il composto chimico con formula CsCl. Questo solido bianco è un'importante fonte di ioni di cesio.

## Preparazione
Il cloruro di cesio può essere preparato dalla reazione dell'idrossido di cesio o carbonato di cesio con acido cloridrico: Il sale è poi purificato tramite cristallizzazione.

## Struttura Cristallina
Il reticolo cristallino è il Cubico Semplice (SC, Simple Cubic), con base biatomica. Le coordinate degli atomi della base sono Ce: (0,0,0), Cs: a(0.5, 0.5, 0.5) dove a è la misura del passo cristallino. Può essere visualizzato come un interbloccaggio semplice tra anioni e cationi. C'è una grossa differenza tra la grandezza dei due ioni e la struttura può essere pensata come un cubo formato da palline da golf e basket alternate.

## Usi
Il cloruro di cesio è utilizzato nella produzione di vetro conduttore elettrico.
I radioisotopi del cloruro di cesio sono utilizzati in medicina nucleare, compreso il trattamento del cancro. Per la produzione di fonti radioattive è normale scegliere una certa forma dei radioisotopi. Per esempio nei generatori radiotermici (RTGs) viene usato il titanato di stronzio perché insolubile in acqua così da salvaguardare ambiente e salute in caso di rottura del contenitore della fonte. Tuttavia per le terapie mediche i radioisotopi devono essere ad elevata densità e quindi non è possibile utilizzare un composto insolubile del cesio.
Il 13 settembre 1987 a Goiânia, in Brasile, una sorgente di cesio radioattivo è stata rubata da una clinica radioterapica in disuso, e aperta da rottamatori di metallo; ci sono stati vari morti e numerosi contaminati a causa della radiazione gamma (la fonte è stata aperta e fracassata, rilasciando il solubile cloruro di cesio in acqua).
L'utilizzo del cloruro di cesio è ampiamente diffuso anche nella ultracentrifugazione del DNA, in una tecnica conosciuta come centrifugazione isopicnica.
Quando il DNA viene centrifugato in questa soluzione, frammenti di DNA si spostano verso il tubo fino a raggiungere una zona in cui la densità del DNA è uguale alla densità della soluzione. A questo punto, si ferma lo spostamento del DNA. Questo permette la separazione del DNA di diversa densità (per esempio, i frammenti di DNA con diverso contenuto di AT o GC).